# بیماری حرکت
بیماری حرکت (انگلیسی: Motion sickness) به‌دلیل ناسازگاری حرکت خود شخص با حرکت موردانتظار مغز رخ می‌دهد. علائم آن معمولاً شامل حالت تهوع، استفراغ، عرق سرد، سردرد، سرگیجه، گیجی، از دست دادن اشتها و افزایش ترشح بزاق می‌شود. عوارضی از این بیماری که به ندرت رخ می‌دهد ممکن است شامل کم‌آبی بدن، مشکلات الکترولیت یا پارگی تحتانی مری باشد.
در این بیماری سیستم تعادلی گوش داخلی دچار تغییر می‌شود و عدم تطابق سیستم تعادلی گوش داخلی باعث ایجاد اقسام حفظ تعادلی بدن می‌شود. سرگیجه، تهوع و استفراغ و خستگی از نشانه‌های این بیماری حرکتی محسوب می‌شود. داروهایی مانند دیمن‌هیدرینات، سیناریزین و هیوسین در درمان این بیماری بکار می‌روند.
تقریباً هر انسانی مستعد بیماری حرکت است. به صورت عمومی، جمعیت را می‌توان به سه بخش تقسیم نمود، یک سوم که بسیار مستعد بیماری حرکت هستند، یک سوم که تنها در شرایط موجی دریا پاسخ می‌دهند و یک سوم تنها در شرایط انتهایی و بسیار شدید، دچار بیماری حرکت می‌شوند. هر چند هر فردی با داشتن سیستم کارآمد طبیعی حلزون گوش، مستعد این بیماری است ولی افرادی که کاملاً ناشنوا بوده و سیستم حلزونی گوش آن‌ها پاسخ نمی‌دهد، ایمن هستند.
غواصان در دو شرایط دچار دریازدگی می‌شوند؛ نخست زمانی که در قایق هستند و به سوی مکان غوص می‌روند و دوم زمانی که در آب هستند و به ویژه اگر به قایق متصل باشند (برای مثال در هنگام برداشت فشار) این بیماری در حالت‌های جدی باعث آسیب زدن به دستگاه عصبی می‌شود و هر حمله حدوداً یک ساعت الی دو ساعت طول می‌کشد

## یافته‌های بالینی
معمولاً اولین نشانه بیماری حرکت، رنگ پریدگی است. گهگاهی نیز این نشانه با سیمای برافروختگی، پیشگام می‌گردد. این نشانه با خمیازه کشیدن، بی‌قراری و عرق سرد که اغلب بر روی پیشانی و لب بالا دیده می‌شود ادامه می‌یابد. بی حالی، تهوع و استفراغ به سوی خستگی مفرط (prostration)، دی هیدراسیون و اختلالات اسید و باز و الکترولیتی ادامه می‌یابد. هنگام سیر در این روند، اغلب افت و خیزی در علائم، به ویژه پیش از وقوع قطعی استفراغ مشاهده می‌گردد.
احتمال ایجاد مقاومت نسبت به حرکت خاصی وجود دارد و فرد ممکن است تحت شرایط خاص، نسبت به آن حرکت ایمن شود. امّا چنانچه، تغییری در وضعیت یا ماهیت حرکت روی دهد، فرد دوباره مستعد می‌شود. برخورد مداوم با شرایط ثابت، تولید مقاومت به مدت دو تا سه روز می‌کند. البته این حالت می‌تواند در شرایط کوتاه‌تر که به صورت ممتد باشد نیز روی دهد. یک وضعیت عادتی سیستم اعصاب مرکزی نیز روی می‌دهد؛ به این صورت که بعد از اینکه حرکت متوقف می‌شود، فرد احساس می‌کند هنوز در حالت نوسان گهواره ای، با همان فرکانس تکان‌های کشتی، قرار دارد.
تنوع گسترده‌ای در مستعد بودن به بیماری حرکت وجود دارد. با افزایش سن، فرد مقاوم می‌گردد و حداقل یک مطالعه نشان داده‌است که زنان بیش از مردان مستعد بیماری حرکت هستند؛ البته اینگونه تحلیل شده‌است که زنان به نسبت مردان تجربه کمتری در رویارویی با این شرایط داشته‌اند. پرخوری مفرط در غذا و الکل، پیش از رویارویی با شرایط بیماری حرکت (به ویژه در شب قبل) فرد را مستعد می‌کند. موقعیت فرد در روی عرشه کشتی بسیار مهم است و زمانی که فرد در میانه کشتی است و چشم به افق دارد، تکانه کمتری برای ایجاد بیماری حرکت دریافت می‌کند. هر اقدامی برای خواندن نوشته‌ها، موجب تشدید شرایط می‌گردد. عوامل روحی نیز، پیش از سوار شدن به کشتی، نقش دارند. نکته جالب آنکه، زمانی که فردی دریازده می‌شود، اغلب انتقال بیماری حرکت به افراد دیگر نیز مشاهده می‌گردد.

## اتیولوژی
بیماری حرکت، در نتیجه عدم تطابق یا ایجاد تقابل در اطلاعات عصبی حسی روی می‌دهد. به صورت طبیعی، تکانه‌های (stimuli) حلزونی گوش با تکانه‌های بینایی و وضعیت فضایی (proprioceptive) سرو کار دارند که همگی موجب ارسال پیام به مغز در مورد موقعیت بدن می‌شوند و این سیستم هنگامی که فرد در حرکت می‌باشد نیز در جریان است. هنگامی که محیط نیز در چرخش باشد، اطلاعات گیج‌کننده می‌شوند. در بیماری حرکت، هنگام آغاز و توقف، باز سازماندهی حسی روی می‌دهد (هنگامی که درون داد حاصله از بینایی، بخش حلزونی گوش و موقعیت فضایی در حالت گوناگونی با الگوهای اطلاعات ارسالی اخیر که انبار شده‌اند در تقابل قرار می‌گیرد). بیماری حرکت در حقیقت یک واکنش دستگاه اعصاب مرکزی به پیام‌های حلزونی گوش است. چنین بیان شده‌است که بعضی از داروها، با ایجاد کاهش پاسخ حلزونی گوش به تکانه‌ها، اثر درمانی دارند. گوناگونی در حساسیت دستگاه عصبی فرد به این پیام‌ها نیز گوناگونی در مستعد بودن را توجیه می‌کند. امّا یک هم پوشانی، میان نتایج استعمال دارو درگروه‌هایی کم یا زیاد مستعد بیماری حرکت وجود دارد.

## پیشگیری
بوییدن بوی خوش در حین سفر می‌تواند برای عدم تهوع مؤثر باشد

### دارو برای عموم
تنوع گسترده‌ای از داروهای پیشنهادی وجود دارد. براساس کتب جامع فارماکولوژی مرجع، هیوسین (اسکوپولامین) داروی انتخابی است. بهترین ترکیب نیز پرومتازین هیدروکلراید ۲۵ میلی‌گرم همراه با ۲۵ میلی‌گرم سولفات افدرین است. امّا اسکوپولامین، بهترین داروی واحد است و چنانچه با افدرین سولفات یا دی‌آمفتامین سولفات ترکیب شود، اثر بهتری دارد. این دارو برای شرایط کوتاه (۴ ساعت) و حرکت شدید بسیار مؤثر است ولی به دلیل وجود عوارض مانند خواب آلودگی (۸۰ درصد)، تاری دید و سرگیجه، اسکوپولامین برای غواصان (پیش از امتحان دارو) مناسب نمی‌باشد.
شکل پوستی اسکوپولامین (Trasderm ScopTM) نیز وجود دارد که در یک کارآزمایی دیده شد که در دیمن هیدرینات از یک بار استفاده شکل پوستی، مؤثرتر بوده‌است و اثر دو بار استفاده پوستی اسکوپولامینی با دیمن هیدرینات برابری می‌کند؛ در ضمن دیمن هیدرینات این برتری را نیز دارد که به زمان کمتری برای تأثیر نیاز دارد. همچنین نشان داده شده‌است که دیمن هیدرینات در زمانی که با افدرین سولفات ترکیب می‌شود اثر بهتری از خود نشان می‌دهد. آنتی هیستامین‌ها، در شرایط بیماری حرکت طولانی‌تر ولی با شدت متوسط تر، تأثیر بیشتری دارند. مطالعات دیگر، با کاربرد سیکلیزین (cyclizine)، مشاهده نمودند که اثر بخشی آن همانند دیمن هیدرینات است ولی این دارو علائم معده ای و خواب آلودگی کمتری دارد. دوزاژ ممتد از این دارو ممکن است مورد نیاز باشد. کاربرد ترکیبات آماده مانند هیوسین و دیمن هیدرینات ممکن است بیش از مصرف این دو دارو به‌طور جداگانه مؤثر باشد.

### داروها برای غواصان
برای غواصان مستعد دریازدگی، نوع داروی انتخابی و ژرفای غوص تعیین‌کننده می‌باشند. برای غوص در صبحگاهان، پرومتازین ۲۵ میلی‌گرم در شب قبل از غوص دارای اثر ضد بیماری حرکت بوده و با این شیوه نیز اثرات خواب آلودگی دارو برطرف می‌شود. از سیکلیزین به مقدار ۲۵ میلی‌گرم، یک ساعت قبل از حرکت نیز می‌توان استفاده کرد. برای غوص در ساعات بعد از صبحگاهان، می‌توان از مکلوزین (meclozine) به میزان ۲۵ میلی‌گرم در ۸ ساعت قبل از غوص یا از همان سیکلیزین ۲۵ میلی‌گرم یک ساعت قبل از حرکت استفاده کرد.
در همة این موارد، دارو را می‌بایست غواص به صورت امتحانی استفاده کرده باشد که با عوارض ناخواسته آن آشنا شود. زیرا نمی‌بایست اثر ناخواسته آرامبخشی در قبل از غوص داشته باشد و غوص نیز می‌بایست به زیر ۱۸ متر (۶۰ فوت) محدود شود تا خطرات نارکوز (narcosis)چشمگیری اتفاق نیفتد.
در غواصی، اثرات ناخواسته شکل پوستی اسکوپولامین شامل کاهش ترشحات تنفسی، خشکی دهان، تاری دید و خواب آلودگی نیز غیرقابل قبول هستند.

## درمان
در دریانوردی، عادت به شرایط موجود (acclimatization) با گذران زمان در دریا به وجود می‌آید که معمولاً ۲ تا ۳ روز برای تطابق با شرایط جدید، زمان لازم است.
منابع تحریکی حلزون گوش و موقعیت فضایی می‌بایست تا حد ممکن کاهش داده شوند (دراز کشیدن تا جایی که ممکن است به صورت بی حرکت) و از حرکات اضافی سر می‌بایست اجتناب نمود. در کشتی‌های کوچک، قرار گرفتن در خط مرکزی به سمت سکان، موجب کمترین حرکت پیچیده می‌شود.
تکانه‌های بنیانی گیج کننده، از طریق بستن چشم‌ها یا نگاه به افق، کاهش می‌یابند.
سرکوب تکانه‌های گیج‌کننده از طریق فعالیت مغزی (مانند ماهیگیری، راهبری سکان کشتی چنانچه شرایط امکان‌پذیر باشد یا نگاه به ویدئویی که با فاصله قرار دارد) ممکن است. چنانچه بیمار در شرایط سخت قرار دارد و استفراغ نیز روی داده‌است، پیلور در حالت انقباضی قرار گرفته‌است و داروهای خوراکی ممکن است به مکان جذب نرسند. از این رو، داروها را می‌بایست به صورت غیر خوراکی تجویز نمود. پرومتازین ۵/۱۲ تا ۵۰ میلی‌گرم، از تزریق عضلانی هیوسین، مؤثرتر است. چنانچه در درمان تأخیری روی داده باشد، تجویز وریدی مایع و جایگزین نمودن الکترولیت‌ها نیز لازم است. در حقیقت کسانی که با پزشکی دریایی سر و کار دارند می‌دانند که ممکن است مایع از خود دارو مهم‌تر باشد.